# Ru du Vieux Moutiers
Le ru du Vieux Moutiers est un petit cours d'eau du Val-d'Oise, affluent de la rive gauche de l'Oise et sous-affluent de la Seine.

## Géographie
Le ru du Vieux Moutiers coule sur 9,2 km dans un sens sud-nord puis est-ouest depuis la lisière de la forêt de Montmorency à Chauvry jusqu'à son confluent avec l'Oise à L'Isle-Adam, face à la commune de Butry-sur-Oise.
La partie du cours d'eau comprise entre sa source et l'étang de Baillet (2,8 km) est appelée ruisseau de l'étang de Chauvry et reçoit les eaux du ru des Glaises à Chauvry, puis du ru des Coutumes à Béthemont-la-Forêt.
Le cours d'eau devient permanent à l'amont de l'abbaye du val à Mériel.

## Communes et lieux traversés
- Chauvry (source)
- Baillet-en-France (passage par l'étang de Baillet, changement de dénomination)
- Béthemont-la-Forêt
- Villiers-Adam (suivi de la lisière de la forêt de L'Isle-Adam)
- Mériel (abbaye du val ; marais de Stors)
- L'Isle-Adam (confluent avec l'Oise)